# Flaga Czeskiego Cieszyna
Flaga Czeskiego Cieszyna opracowana została na bazie barw heraldycznych herbu Cieszyna i składa się z trzech poziomych pasów jednakowej szerokości o kolorach czerwonym,  żółtym i błękitnym.